# Acalymma fairmairei
Acalymma fairmairei es un a especie de coleóptero de la familia Chrysomelidae.
Fue descrita en 1886 por Baly.